# رایان گولد
رایان گولد (انگلیسی: Ryan Gauld؛ زادهٔ ۱۶ دسامبر ۱۹۹۵) بازیکن فوتبال اهل بریتانیا است.
از باشگاه‌هایی که در آن بازی کرده‌است می‌توان به باشگاه فوتبال اسپورتینگ، باشگاه فوتبال داندی یونایتد، و باشگاه فوتبال اسپورتینگ سی‌پی بی اشاره کرد.
وی همچنین در تیم‌های ملی فوتبال زیر ۱۹ سال اسکاتلند و زیر ۲۱ سال اسکاتلند بازی کرده‌است.